# Aleksy Ćwiakowski
Aleksy Ćwiakowski ps. „Zawieja” (ur. 5 kwietnia 1895 w Sygontce, zm. 4 sierpnia 1953 w Londynie) – polski działacz niepodległościowy, członek Polskiej Organizacji Wojskowej, porucznik piechoty Wojska Polskiego, polityk ludowy i monarchistyczny, prawnik, poseł na Sejm RP I kadencji.

## Życiorys
Urodził się 5 kwietnia 1895 we wsi Sygontka pod Janowem w rodzinie chłopskiej jako syn Andrzeja (kandydata do Senatu w 1928) i Katarzyny z domu Ogozy, miał dwoje rodzeństwa. W latach 1905−1914 uczęszczał do gimnazjum w Częstochowie. Studiował potem prawo na Uniwersytecie Warszawskim, ukończył ten kierunek na Uniwersytecie Jagiellońskim. W latach 1927−1930 odbył aplikacje sądową i adwokacką.
Działał w Polskiej Organizacji Wojskowej, do której wstąpił w 1915 roku. W grudniu 1918 roku wstąpił do wojska, brał udział w walkach w obronie Lwowa i kresów południowo-wschodnich. 1 czerwca 1921 pełnił służbę w Dowództwie Okręgu Generalnego „Kraków”, a jego oddziałem macierzystym był 5 Pułk Piechoty Legionów. 8 stycznia 1924 został zatwierdzony w stopniu porucznika ze starszeństwem z 1 czerwca 1919 i 5201. lokatą w korpusie oficerów rezerwy piechoty. W 1922 posiadał przydział w rezerwie do 5 pp Leg. w Wilnie, od 1923 do 27 Pułku Piechoty w Częstochowie, a w 1934 do 22 Pułku Piechoty w Siedlcach.
Po demobilizacji został nauczycielem w szkole w Kusiętach i zaangażował się w działalność w chłopskim, radykalnie socjalistycznym PSL „Wyzwolenie”. W 1922 roku został z listy swojej partii wybrany na posła w okręgu częstochowskim (okręg nr 17). W latach 1922−1923 oraz w 1925 roku zasiadał w Zarządzie Głównym ugrupowania, a w 1925 roku był sekretarzem prezydium klubu parlamentarnego PSL „Wyzwolenie” i Jedności Ludowej. Był także prezesem Stowarzyszenia Rolniczo-Handlowego w Częstochowie.
Jako poseł długo nie wyróżniał się swoją aktywnością. 31 grudnia 1925 opuścił PSL „Wyzwolenie” i w styczniu 1926 roku założył Monarchistyczną Organizację Włościańską oraz zaczął wydawanie tygodnika „Głos Monarchisty”. Wśród innych organizacji monarchistycznych projekt Ćwiakowskiego został przyjęty pozytywnie, już w lipcu tego samego roku w częstochowskim w lokalu poselskim Aleksego Ćwiakowskiego odbyło się spotkanie przedstawicieli różnych organizacji monarchistycznych, a 8 września zorganizowano na Jasnej Górze zjazd monarchistów z całej Polski, w którym wzięło udział ponad 600 uczestników z całego kraju. Efektem zjazdu było zjednoczenie większości środowisk monarchistów w Monarchistycznej Organizacji Wszechstanowej, której dawano duże szanse w wyborach parlamentarnych. Kosztem szerokiego zjednoczenia było jednak rozmycie propozycji programowych. Nowa organizacja była szykanowana przez autorytarne władze państwowe, jednak nawet bez tego cieszyła się nikłym poparciem i w wyborach zdobyła jedynie 0,5% głosów. Sam Aleksy Ćwiakowski nie wystartował w wyborach, gdyż władze w ramach represji uniemożliwiły mu start, unieważniając listę MOW w okręgu częstochowskim.
Po przegranych wyborach wrócił do pracy w szkole oraz skończył studia prawnicze. Po II wojnie światowej wyemigrował do Wielkiej Brytanii, gdzie zmarł 4 sierpnia 1953 roku.

## Ordery i odznaczenia
- Krzyż Niepodległości – 13 września 1933 „za pracę w dziele odzyskania niepodległości”[12]
- Krzyż Walecznych dwukrotnie (1922)[2] (po raz pierwszy za działalność w POW[13])